# David Triesman
David Triesman, né à Londres le 30 octobre 1943, est un homme politique et syndicaliste britannique. En 2004, il est fait pair à vie et siège depuis à la Chambre des lords avec les travaillistes. Il est président de la fédération anglaise de football de 2008 à 2010.

## Biographie

### Jeunesse
David Maxim Triesman est né dans une communauté juive du quartier nord de Londres. Son père, Michael Triesman, est d'origine biélorusse. Sa mère, Rita Lubran, est quant à elle d'origine française. Il fait ses études à l'université de l'Essex, avant d'en être renvoyé en 1968 à la suite de sa participation à la prise de contrôle de l'établissement lors des troubles étudiants.

### Engagement syndical
En 1960, il adhère au parti travailliste avant, dix ans plus tard, d'entrer au parti communiste. Il y reste jusqu'à l'hiver 1976, date à laquelle il réintègre les rangs travaillistes. Il est alors lecteur à la South Bank Polytechnic.
En 1984, il devient responsable syndical à plein temps et obtient le poste de secrétaire de négociation national à la NATFHE. De 1993 à 2001, il est le secrétaire général de l'Association of University Teachers. Il quitte ce poste pour devenir secrétaire général du parti travailliste jusqu'en 2003.

### Parcours politique
Lors de la constitution du troisième gouvernement Blair, il est nommé sous-secrétaire d'État parlementaire au département des Affaires étrangères et du Commonwealth. Il a la responsabilité des relations avec l'Afrique, l'Amérique latine, les Caraïbes et les autres territoires britanniques d'outre-mer. Il est également chargé des visas, de la politique en matière d'immigration ; mais aussi des relations avec le British Council, la BBC entre autres.
Le 9 janvier 2004, il est créé pair à vie avec le titre de baron Triesman de Tottenham. Il entre au conseil politique de la Henry Jackson Society's. À l'occasion du remaniement du 29 juin 2007, il reçoit le poste de sous-secrétaire parlementaire au département de l'Innovation, des Universités et des Compétences.
Grand fan des Tottenham Hotspur, Triesman devient le premier président indépendant de la fédération anglaise de football en janvier 2008. Il reste à ce poste jusqu'en 2011, date à laquelle il est remplacé par David Bernstein.

## Source
- (en) Cet article est partiellement ou en totalité issu de l’article de Wikipédia en anglais intitulé « David Triesman, Baron Triesman » (voir la liste des auteurs).